# Multitech MPF II
Multitech MPF II (MPF II) је кућни рачунар фирме Multitech који је почео да се производи у Тајвану током 1982. године.
Користио је MOS Technology 6502 микропроцесорску јединицу а РАМ меморија рачунара је имала капацитет од 64 KB. 

## Детаљни подаци
Детаљнији подаци о рачунару MPF II су дати у табели испод.
|                       |                                                                                               |
| [ 1 ]                 |                                                                                               |
| Произвођач            |                                                                                               |
| Тип                   | кућни рачунар                                                                                 |
| Меморија              | 64                                                                                            |
| Поријекло             | Тајван                                                                                        |
| Година                | 1982                                                                                          |
| Тастатура             | 49 тастера, тастатура као код калкулатора (обично) или 57 тастера гумене тастатуре (опционо). |
| Процесор              | 6502                                                                                          |
| Фреквенција процесора | 1                                                                                             |
| RAM                   | 64                                                                                            |
| ROM                   | 16                                                                                            |
| Текст                 | 40 x 24                                                                                       |
| Графика               | 40 x 48, 280 x 192                                                                            |
| Боја                  | 6                                                                                             |
| Звук                  | један канал, 5 октава, уграђени звучник                                                       |
| Димензије             | 28 x 22 x 3,8 / 1                                                                             |
| Портови               |                                                                                               |
| Оперативни систем     | [[]]                                                                                          |